# Satronia tantilla
Satronia tantilla är en fjärilsart som beskrevs av Heinrich 1926. Satronia tantilla ingår i släktet Satronia och familjen vecklare. Inga underarter finns listade i Catalogue of Life.